# Leende löjtnanten
Leende löjtnanten (engelska: The Smiling Lieutenant) är en amerikansk pre-kod musikalisk komedifilm från 1931 i regi av Ernst Lubitsch. Filmen är baserad på operetten En valsdröm från 1907 av Oscar Straus, med ett libretto av Leopold Jacobson och Felix Dörmann, vilken i sin tur är baserad på Hans Müller-Einigens roman Nux, der Prinzgemahl från 1905. I huvudrollerna ses Maurice Chevalier, Claudette Colbert och Miriam Hopkins. Filmen nominerades till en Oscar för bästa film. Detta var den första av tre filmer, regisserade av Lubitsch, där Miriam Hopkins spelade en av huvudrollerna, de övriga är Tjuvar i paradiset och Oss gentlemän emellan. 

## Rollista i urval
- Maurice Chevalier – löjtnant Nikolaus "Niki" von Preyn
- Claudette Colbert – Franzi
- Miriam Hopkins – prinsessan Anna
- Charles Ruggles – Max
- George Barbier – kung Adolf XV
- Hugh O'Connell – Nikis kalfaktor
- Granville Bates – Bill Collector (ej krediterad)
- Cornelius MacSunday – kejsare Frans Josef (ej krediterad)

## Sånger
- "Toujours l'Amour in the Army", musik av Oscar Straus, text av Clifford Grey, sjungs av Maurice Chevalier
- "While Hearts Are Singing", musik av Oscar Straus, text av Clifford Grey, spelas på piano av Maurice Chevalier & sjungs av Claudette Colbert
- "Breakfast Table Love", musik av Oscar Straus, text av Clifford Grey, sjungs av Maurice Chevalier & Claudette Colbert
- "One More Hour of Love", musik av Oscar Straus, text av Clifford Grey, sjungs av Maurice Chevalier
- "Jazz Up Your Lingerie", musik av Oscar Straus, text av Clifford Grey, spelas på piano och sjungs av Claudette Colbert & Miriam Hopkins